# Fuerte de San Marcos de Apalache
El Fuerte de San Marcos de Apalache (Fort St. Marks en inglés) es un Hito Histórico Nacional de los Estados Unidos localizado en el Condado de Wakulla, Florida.
Fue construido en 1679 por los españoles con el objeto de proteger a una misión localizada en el mismo lugar fundada en 1672. En 1763 pasó a formar parte de la Florida Oriental británica, Siendo recuperado por los españoles en 1781 durante la Guerra anglo-española (1779-1783). En 1799 y 1802 el estado títere inglés de la Nación Muskogee intentó, sin éxito, sitiar el presidio. Entre 1818 y 1819 fue ocupado por Andrew Jackson y sus tropas durante la primera guerra semínola, pasando finalmente a manos de EE. UU, el 17 de julio de 1821 en virtud del Tratado de Adams-Onís. Fue denominado a partir de entonces Fort St. Marks. El fuerte fue finalmente abandonado en 1824, aunque fue utilizado aun en la guerra de Secesión Americana.

## Galería

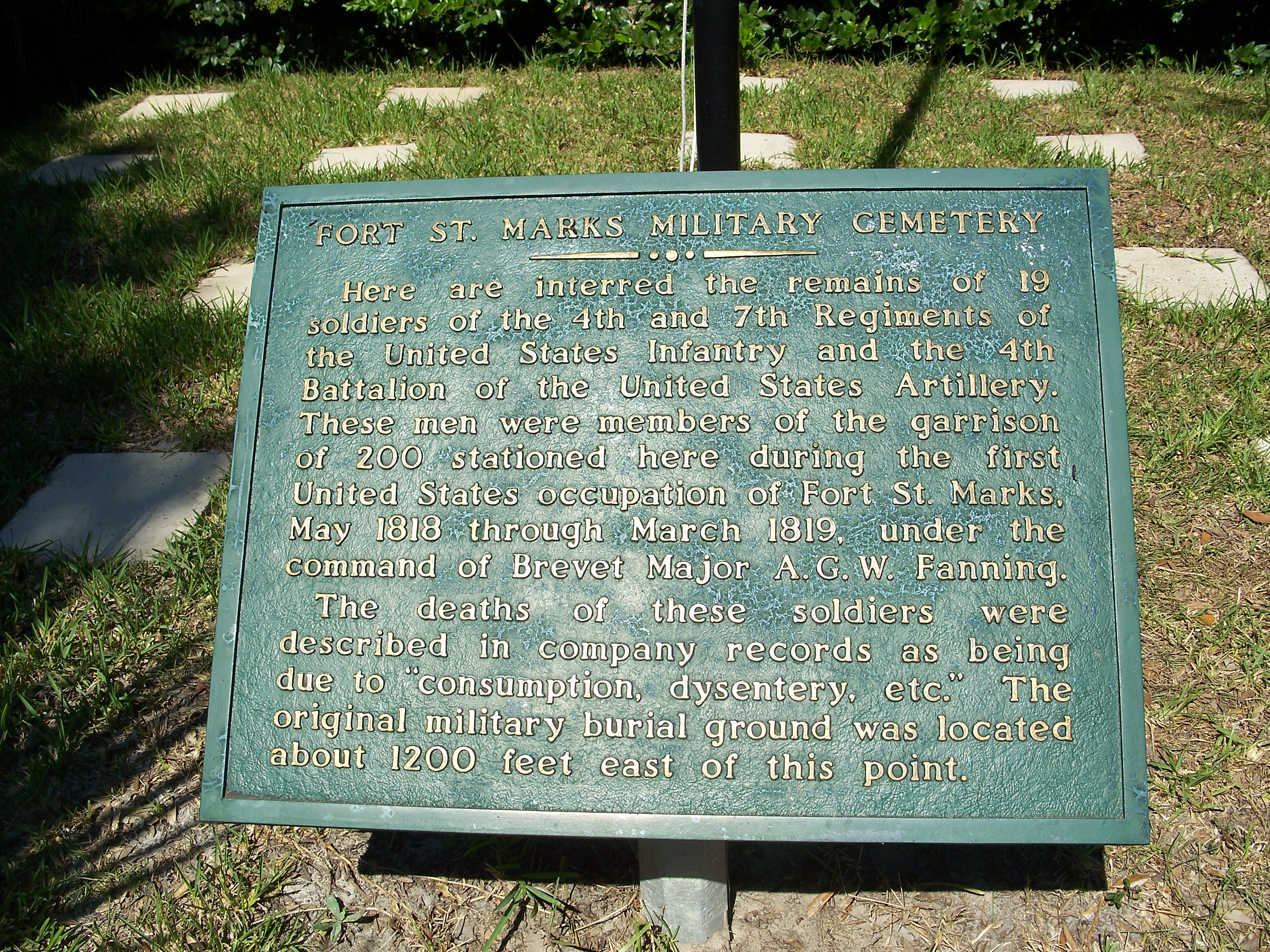
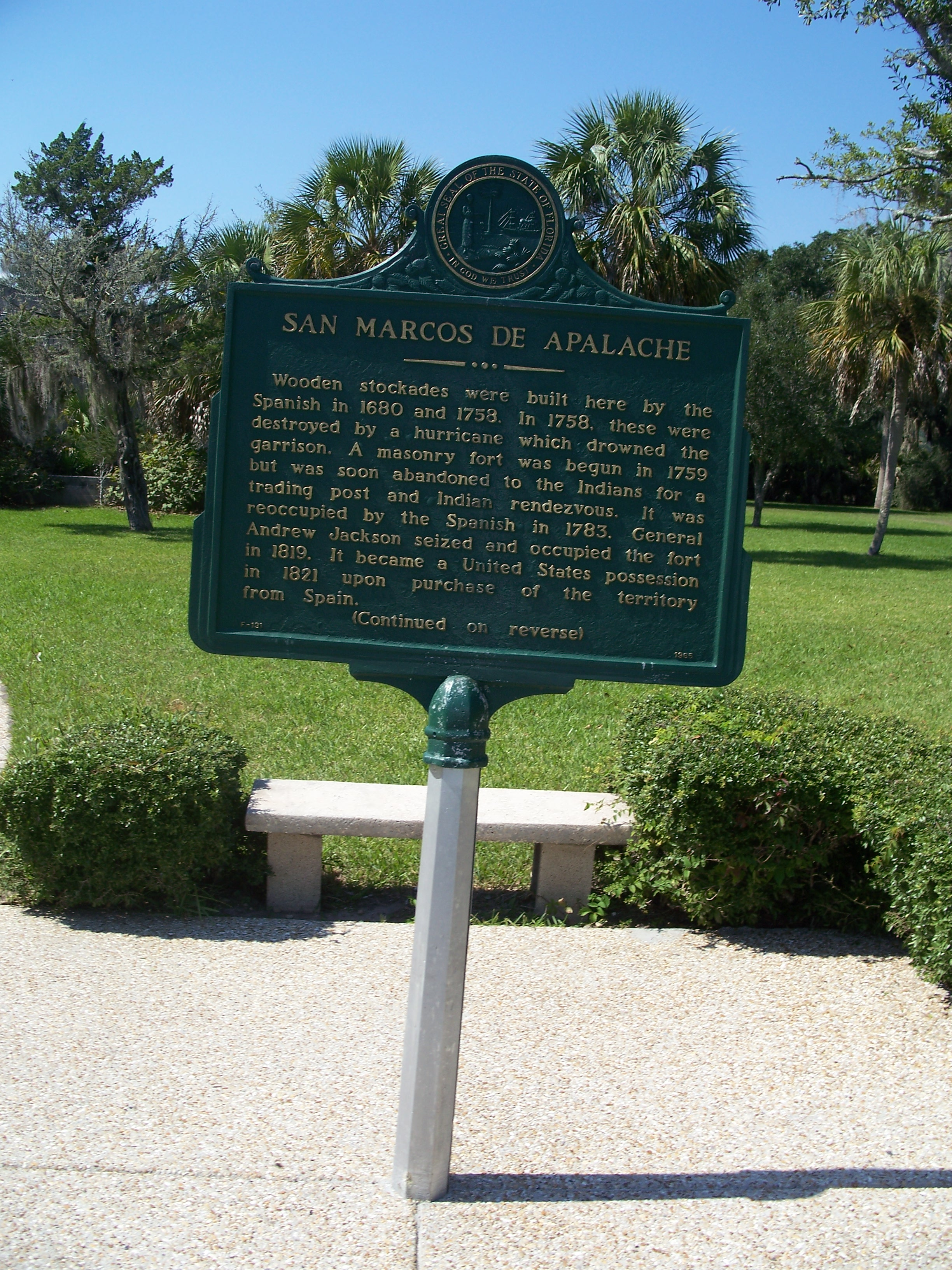
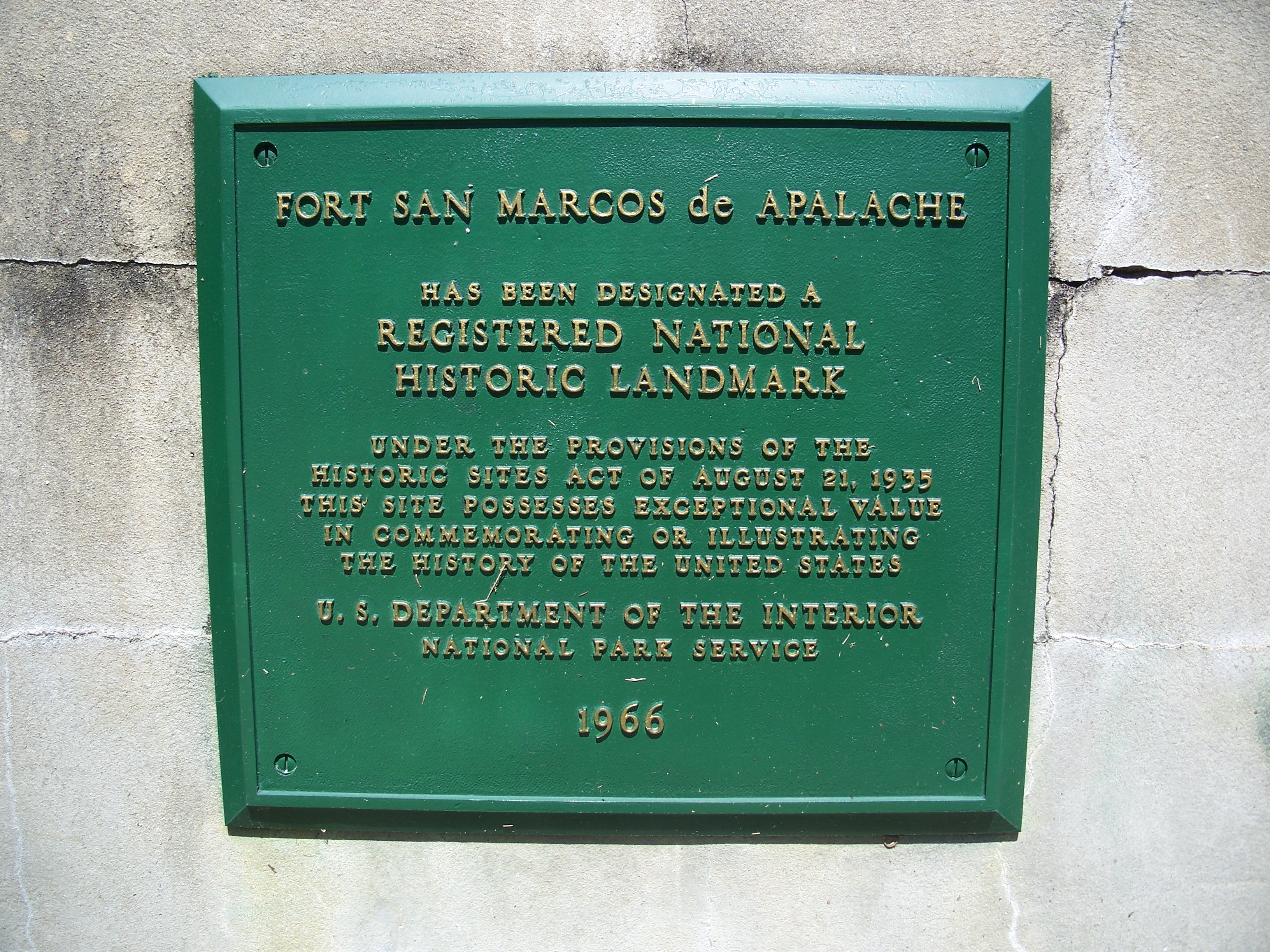